# Barapiréli
Barapiréli is een gemeente (commune) in de regio Mopti in Mali. De gemeente telt 13.000 inwoners (2009).